# Anita Rée

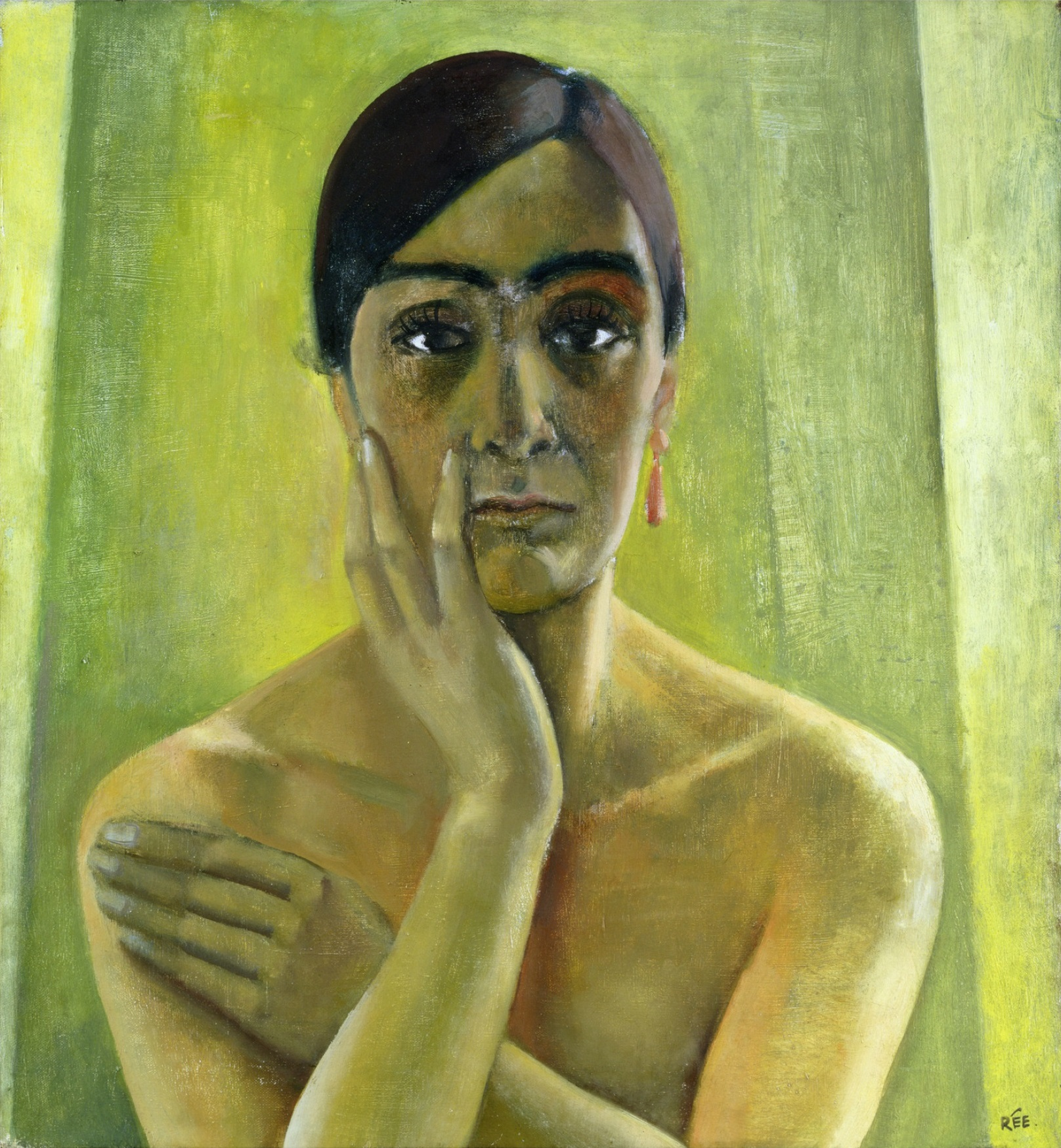
Selbstbildnis, 1930, Hamburger Kunsthalle

Anita Clara Rée (* 9. Februar 1885 in Hamburg; † 12. Dezember 1933 in Kampen auf Sylt) war eine deutsche Malerin der Avantgarde, die in der Zeit der Weimarer Republik ihren künstlerischen Durchbruch hatte. Gegen Ende der Weimarer Zeit begegnete sie vermehrt antijüdischer Hetze. Schon 1932 wurde von evangelischer Seite unter Vorwänden die Abnahme des fertigen Auftrages für ein Altartriptychon verweigert. Diese Ausgrenzung nahm nach der Machtübernahme der Nationalsozialisten noch erheblich zu. Im Dezember 1933 beging Rée vereinsamt auf der Insel Sylt Suizid.

## Leben und Werk
Anita Rée war die zweite Tochter des Kaufmanns Israel Rée und dessen Frau Clara, geb. Hahn. Die Hamburger Linie der alteingesessenen jüdischen Kaufmannsfamilie handelte seit Generationen vor allem mit Getreide und ostindischen Waren. Anita und ihre Schwester Emilie wurden evangelisch-lutherisch getauft und konfirmiert. Der protestantisch geprägten Erziehung im assimilierten Elternhaus gemäß, folgte die der Zeit nach angemessene Bildung als „höhere Tochter“. Die ältere Schwester Emilie (* 1883) heiratete 1913 den aus einer Schweizer Familie stammenden Bremer Juristen Heinrich Friedrich Welti (* 1881).

### Künstlerische Ausbildung
Ab 1905 nahm Anita Rée Malunterricht beim Hamburger Künstler Arthur Siebelist. Da sie von Selbstzweifeln hinsichtlich ihres Berufswunsches geplagt war, suchte sie 1906 Rat bei Max Liebermann in Berlin. Dieser erkannte Rées Talent und riet ihr zur Fortsetzung ihrer Ausbildung als Malerin. Da es eine reguläre Akademieausbildung für Frauen in der Kunst in der Hansestadt noch nicht gab, ließ sich Rée bis 1910 bei Siebelist ausbilden und schloss sich dann mit Franz Nölken und Friedrich Ahlers-Hestermann zu einer Ateliergemeinschaft zusammen. Die Freundschaft zerbrach aufgrund Rées unerwiderter Liebe zu Nölken.
Im Winter 1912/1913 war Rée in Paris und erlernte dort im Umkreis von Fernand Léger das Aktzeichnen. Es lassen sich ebenfalls Einflüsse von Picasso, Matisse und Cézanne in ihrem Werk erkennen.

### Künstlerischer Durchbruch

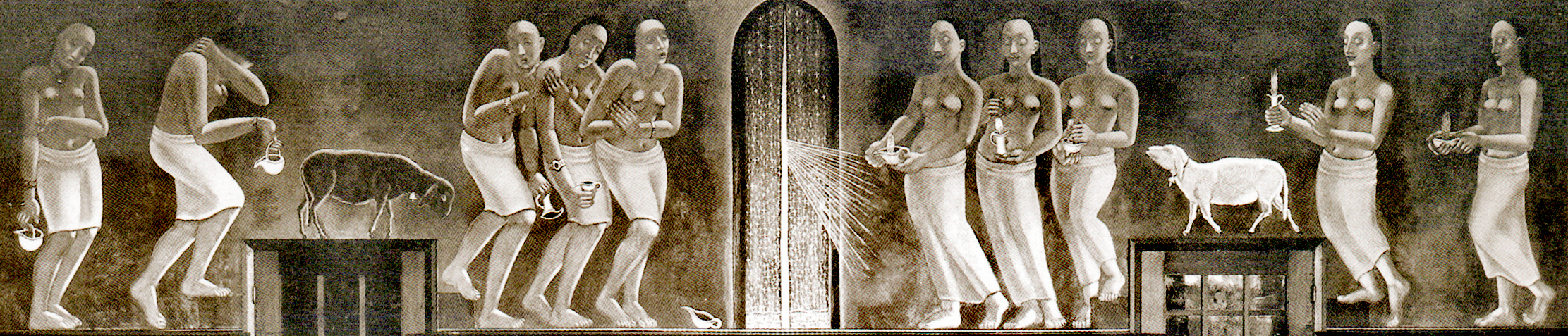
Die klugen und die törichten Jungfrauen, Wandbild, um 1930, zerstört

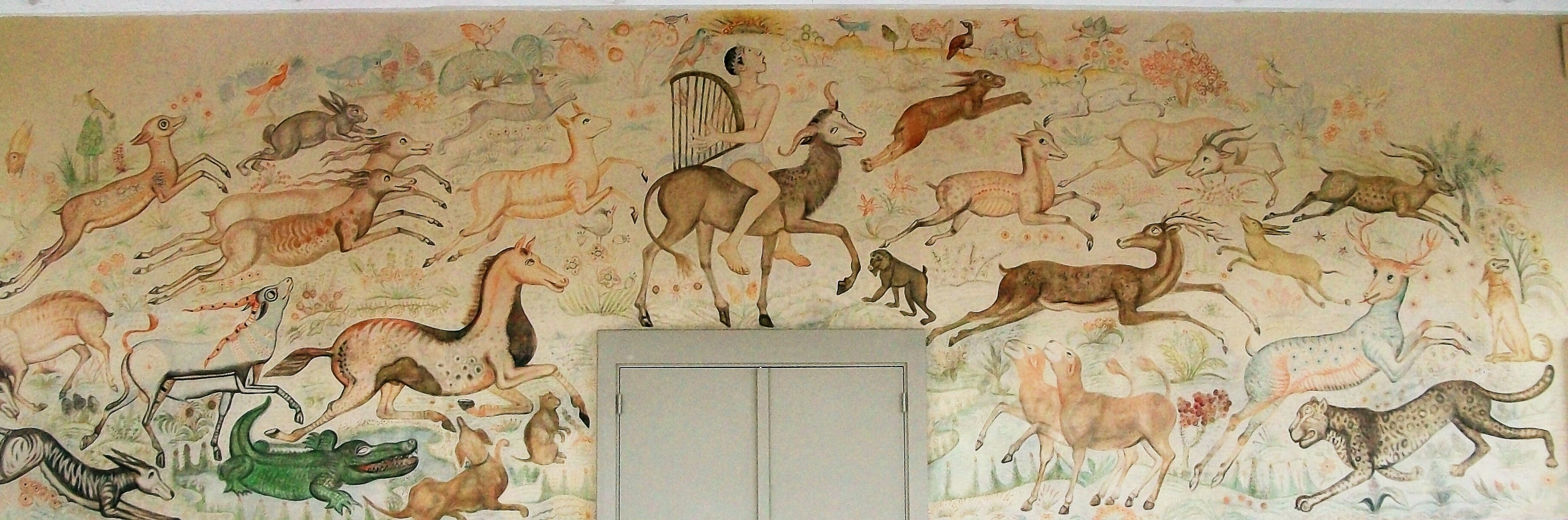
Orpheus mit den Tieren, Wandbild, um 1930. Fotografie aus dem Jahr 2011

1913 nahm Rée an einer Ausstellung in der Galerie Commeter in Hamburg teil. 1914 machte sie die Bekanntschaft des Dichters Richard Dehmel. In den folgenden Jahren erlangte sie durch ihre Porträts Anerkennung. 1919 war Rée Gründungsmitglied der Künstlervereinigung Hamburgische Sezession und erfuhr in den folgenden Ausstellungen große Beachtung. Sie traf sich mit Künstlern wie Gretchen Wohlwill, Alma del Banco und Franz Radziwill. 1920 trat sie der Hamburgischen Künstlerschaft bei. 1921 unternahm sie eine Reise nach Pians in Tirol. Von 1922 bis 1925 lebte Rée hauptsächlich in Positano an der italienischen Amalfiküste und wandte sich dort der Neuen Sachlichkeit zu. In dieser Zeit war sie mit dem Buchhändler und Maler Christian Selle befreundet. Sie kehrte nur für Ausstellungen nach Hamburg zurück. Ab 1926 lebte Rée wieder in Hamburg und war im selben Jahr Mitbegründerin der heute noch existierenden GEDOK (Gemeinschaft Deutscher und Oesterreichischer Künstlerinnenvereine aller Kunstgattungen). In der Hamburger Gesellschaft verankert, fanden nicht nur ihre Porträts Eingang in die entsprechenden Familien des Umfelds. Den umfangreichsten Sammlungsbestand ihrer Bilder baute die Mäzenin Valerie Alport auf, die im Zuge ihrer Emigration 1937 einen großen Teil dem Jüdischen Museum Berlin schenkte.
Im Jahr 1929 nahm sie an einem Preisausschreiben der Henkell & Co. Sektkellerei für ein Werbelogo teil. Für ihren Entwurf wurde ihr ein Preis in Höhe von 250 RM (entspricht heute etwa 1.000 EUR) zuerkannt.
In den Jahren 1929 und 1931 führte sie größere Wandbilder in zwei vom Hamburger Architekten und Stadtplaner Fritz Schumacher neu erbauten Schulen aus, für die Rée großes Lob erntete. Das Wandbild in der Berufsschule Uferstraße Die klugen und die törichten Jungfrauen wurde von den Nationalsozialisten zerstört. Nur das Wandbild Orpheus mit den Tieren  im Gymnastiksaal der früheren Oberschule für Mädchen an der Caspar-Voght-Straße (OCV) – ab 1982 bis Sommer 1986 fusioniert mit dem Kirchenpauer-Gymnasium – in Hamburg-Hamm blieb erhalten, wurde aber übermalt. 1954 wurde es grob restauriert und verschwand um 1969 hinter einer Holzverschalung, um es vor Ballwürfen zu schützen. Nachdem es während der Umbaumaßnahmen vom Gymnasium zur Ballettschule des Hamburg Balletts Ende der 1980er Jahre restauriert worden war, ist es in deren Fokine-Studio zu sehen.  Das Wandgemälde steht – wie auch das Gebäude an der Caspar-Voght-Straße 54 – unter Denkmalschutz.

### Verfemung und Tod

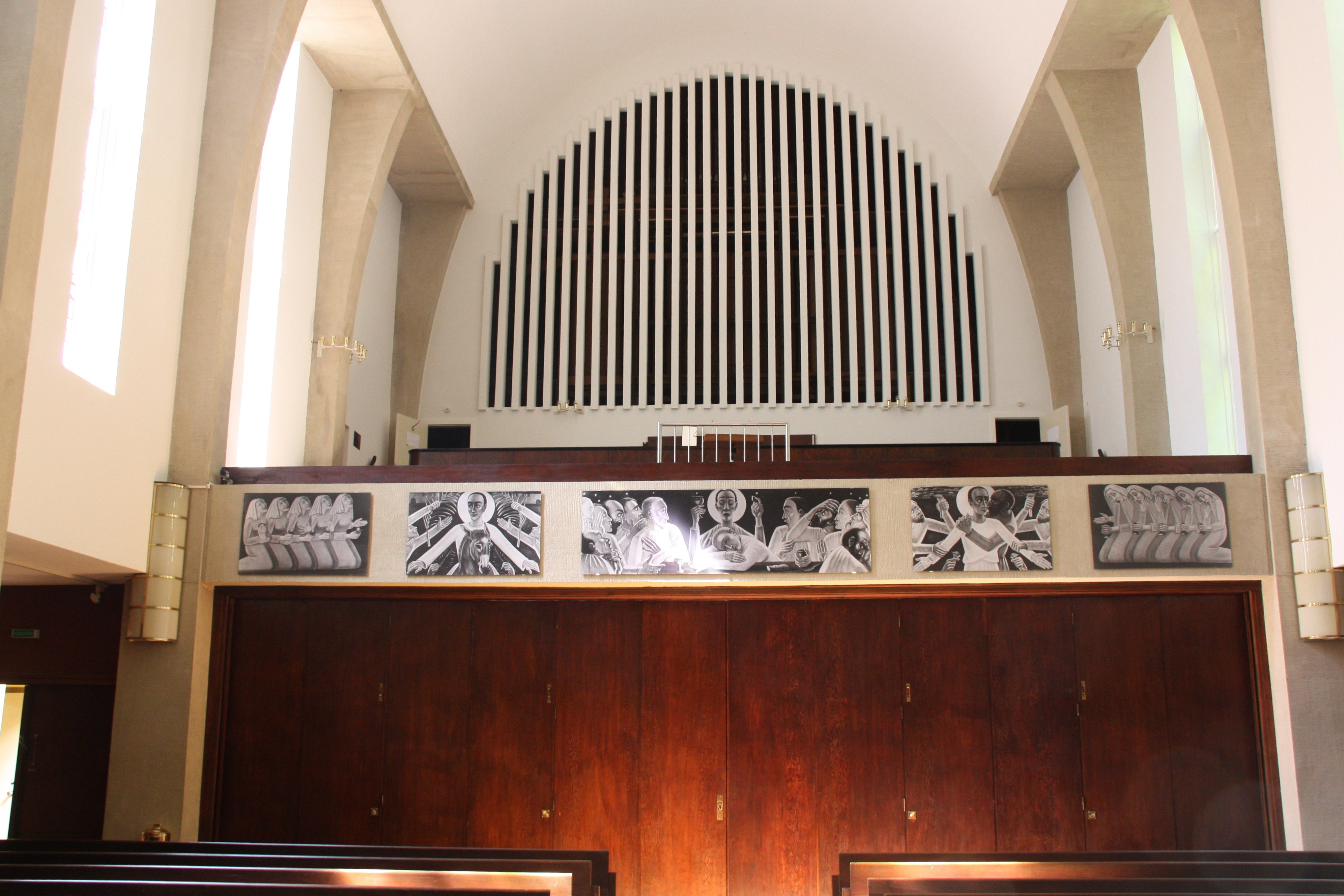
Ansgarkirche in Hamburg-Langenhorn mit der Reproduktion des Altaraufsatzes von Anita Rée

Im Jahr 1930 bekam Rée einen Auftrag zur Erstellung eines Triptychons für den Altar der neuen Ansgarkirche in Hamburg-Langenhorn. Die Passionsthemen bestanden aus dem Einzug in Jerusalem, Abendmahl, der Verhaftung in Gethsemane sowie dem Gleichnis von den klugen und den törichten Jungfrauen. Die Gemeinde war mit Rées Entwürfen nicht zufrieden, 1932 wurde der Auftrag aus „kultischen Bedenken“ zurückgezogen. 1930 war Rée in diesem Zusammenhang von der NSDAP als Jüdin denunziert worden. Die Bilder standen nie auf dem Altar der Kirche, wurden vermutlich in der Hauptkirche St. Nikolai eingelagert und verbrannten bei der Zerstörung der Kirche in den Bombennächten 1943. Schwarz-Weiß-Fotografien des Entwurfs sind seit vielen Jahren an der Orgelempore der Ansgarkirche zu sehen.
1932 verließ Rée Hamburg und zog nach Sylt. Am 25. April 1933 wurde sie von der Hamburgischen Künstlerschaft als „artfremdes Mitglied“ diffamiert und ausgeschlossen. Schon seit längerer Zeit war die Künstlerin durch die Anfeindungen und persönlichen Enttäuschungen vereinsamt; all dies trieb sie am 12. Dezember 1933 in den Suizid. Kurz bevor sie sich das Leben nahm, schrieb sie an ihre Schwester Emilie:
„Ich kann mich in so einer Welt nicht mehr zurechtfinden und habe keinen einzigen anderen Wunsch, als sie, auf die ich nicht mehr gehöre, zu verlassen. Welchen Sinn hat es – ohne Familie und ohne die einst geliebte Kunst und ohne irgendwelche Menschen – in so einer unbeschreiblichen, dem Wahnsinn verfallenen Welt weiter einsam zu vegetieren … ?“

## Gemälde (Auswahl)

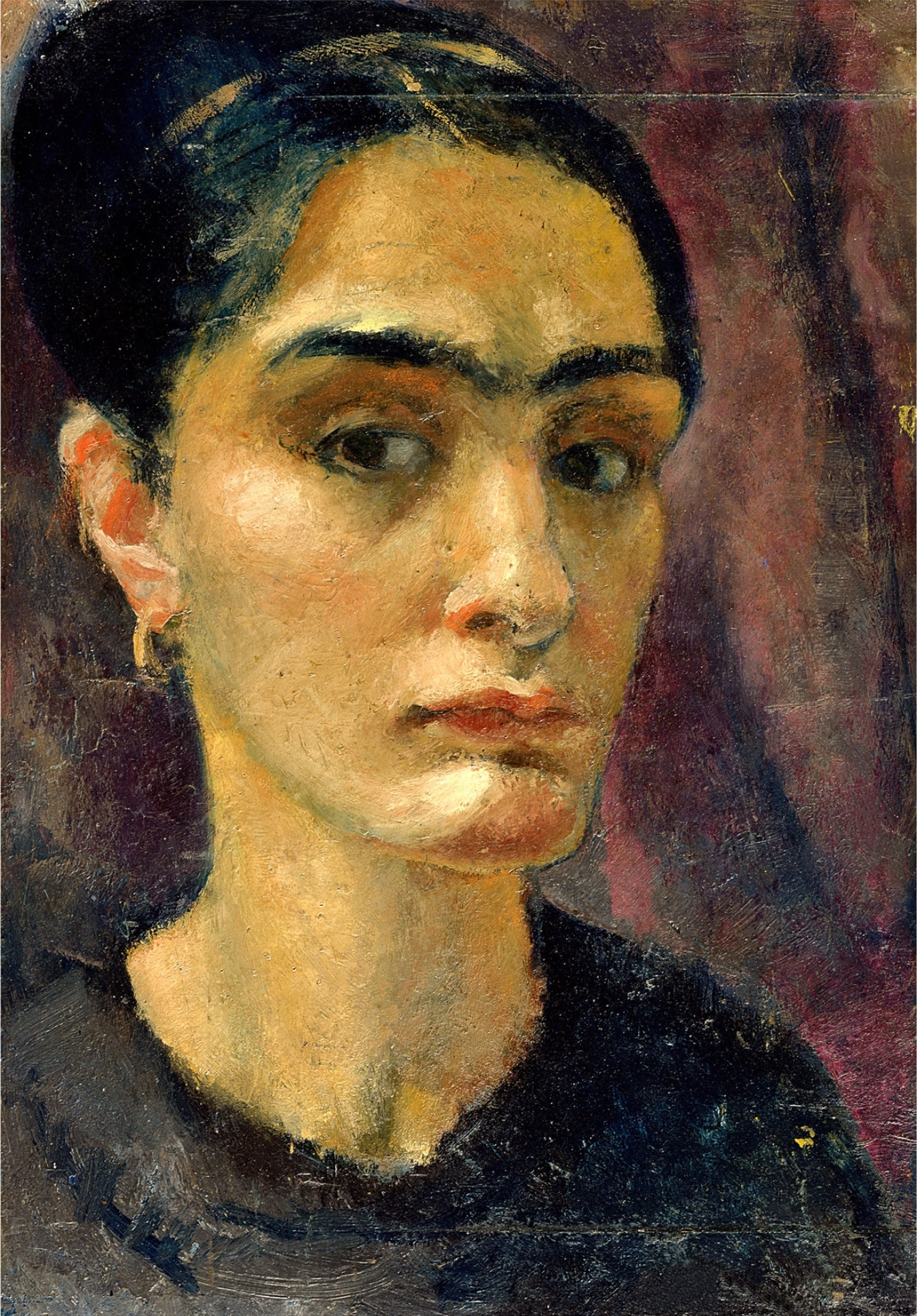
Selbstporträt, zwischen 1905 und 1915, Hamburger Kunsthalle
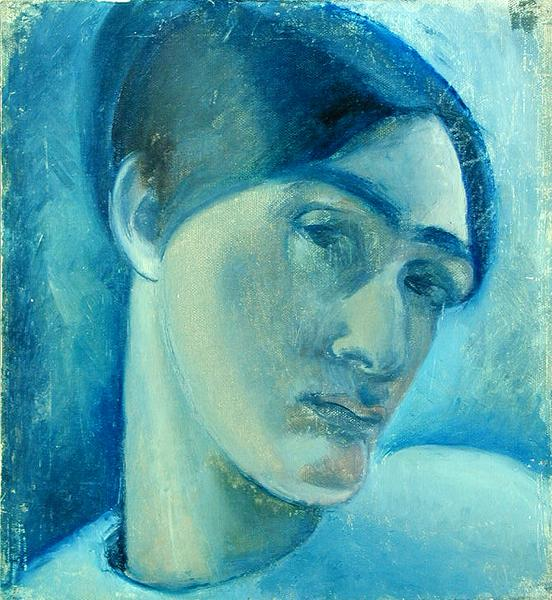
Selbstporträt, 1915, Hamburger Kunsthalle
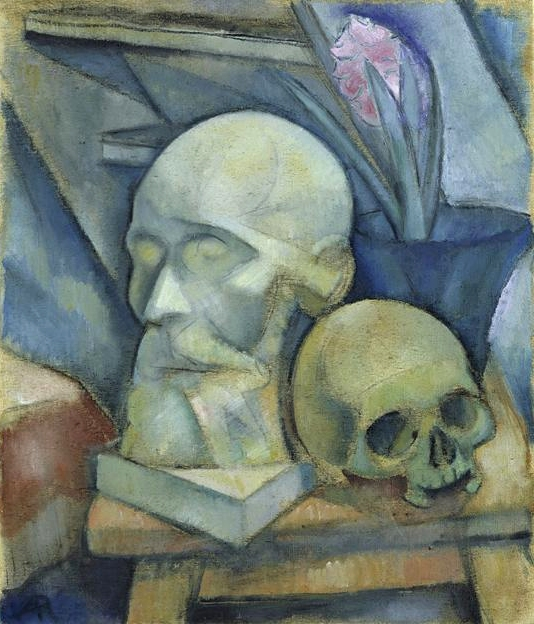
Stillleben mit Hebbels Totenmaske, 1915
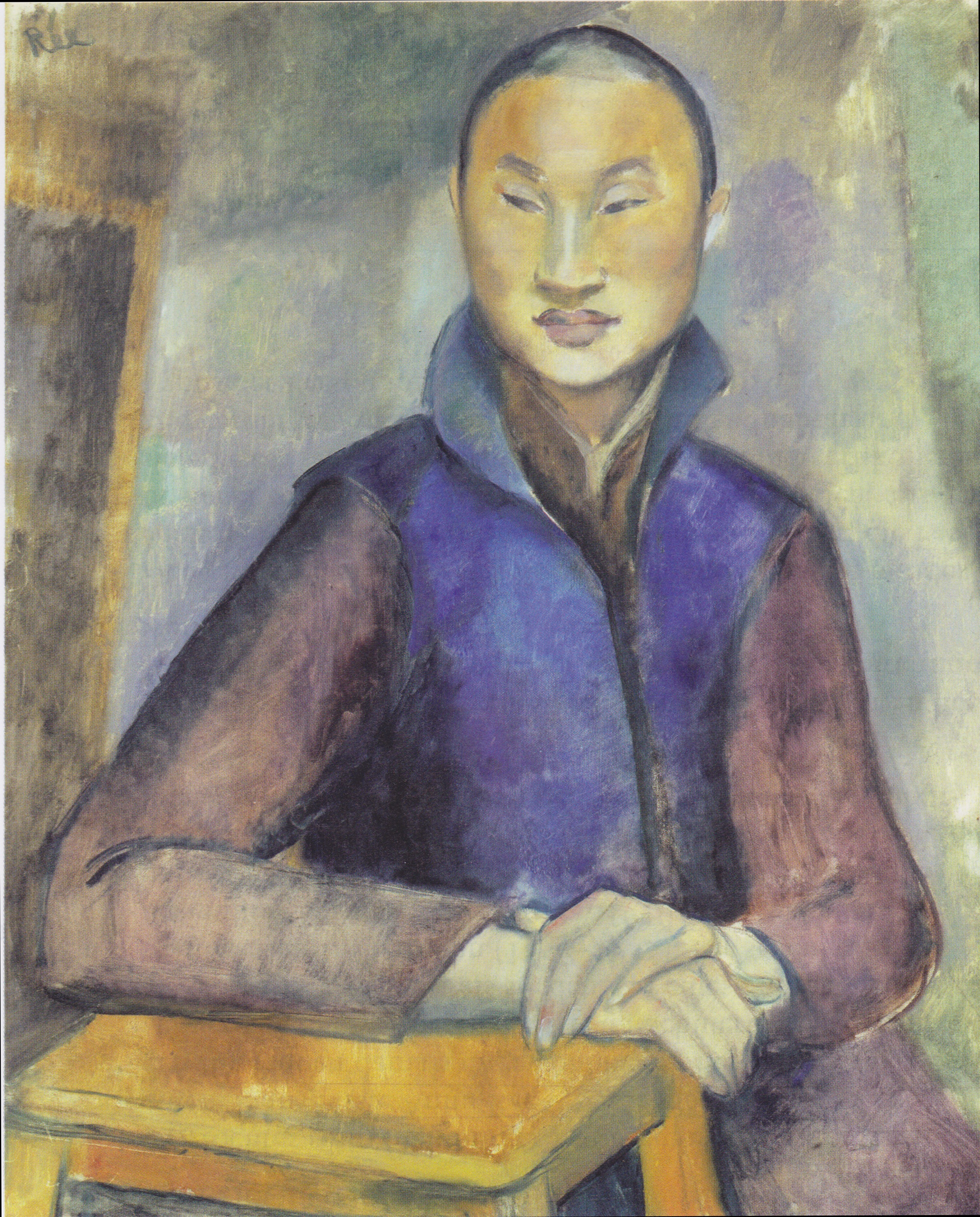
Junger Chinese, 1919, Hamburger Kunsthalle
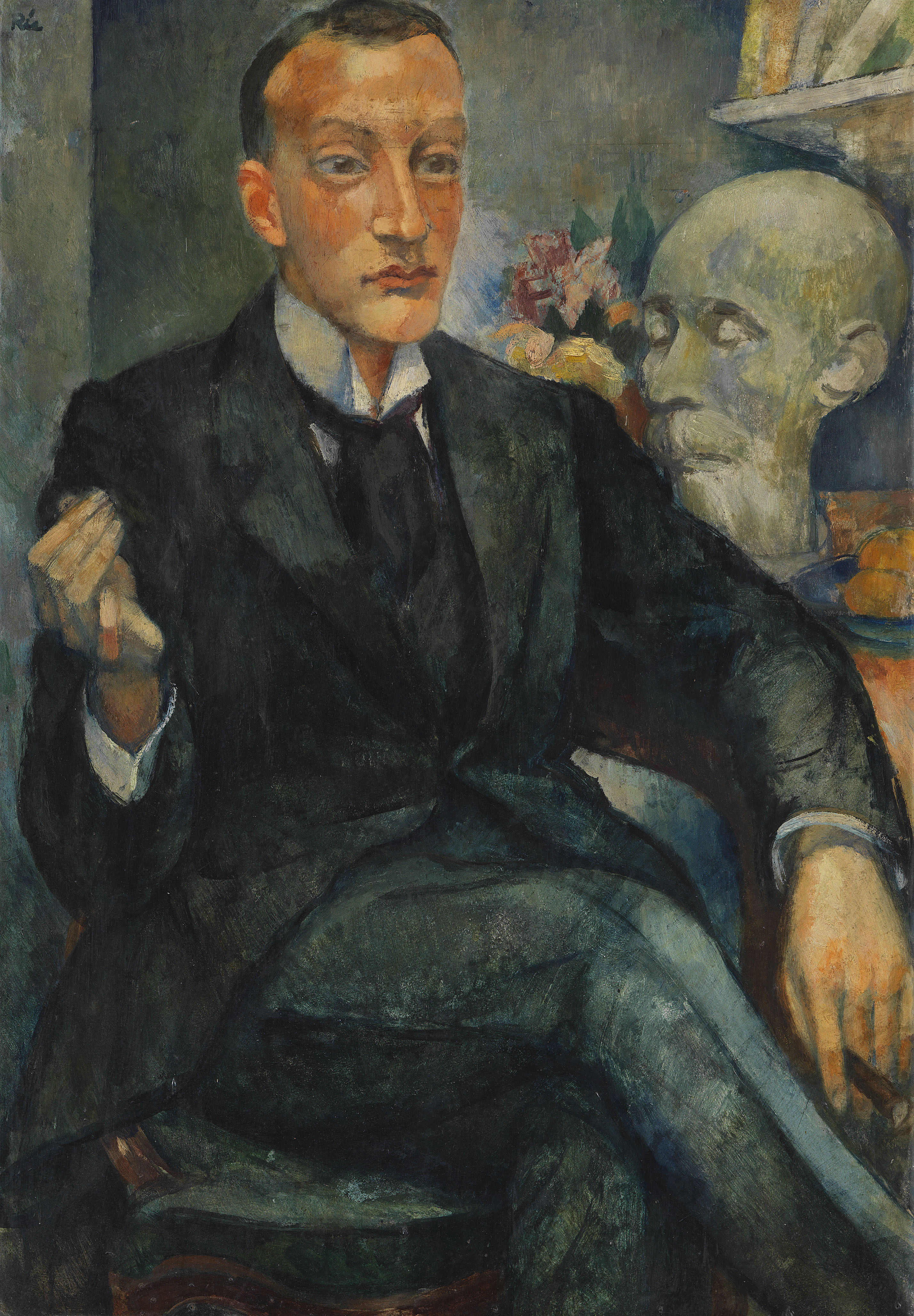
Bildnis Malte Wagner, 1920, Privatbesitz
Bildnis Carl Einstein, vor 1921, Privatbesitz
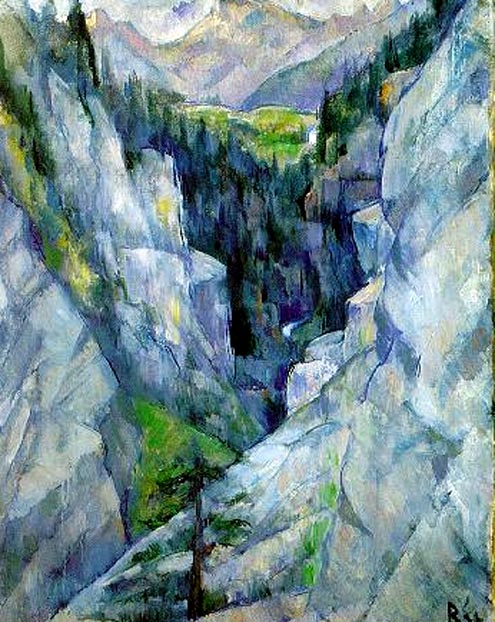
Schlucht bei Pians, 1921, Hamburger Kunsthalle
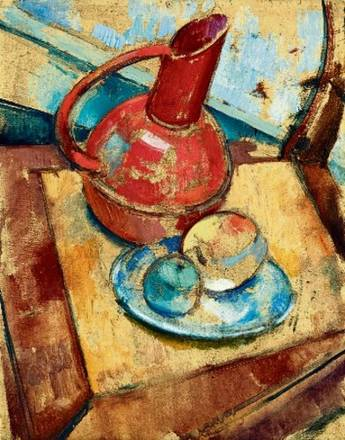
Stillleben, um 1921, Privatbesitz
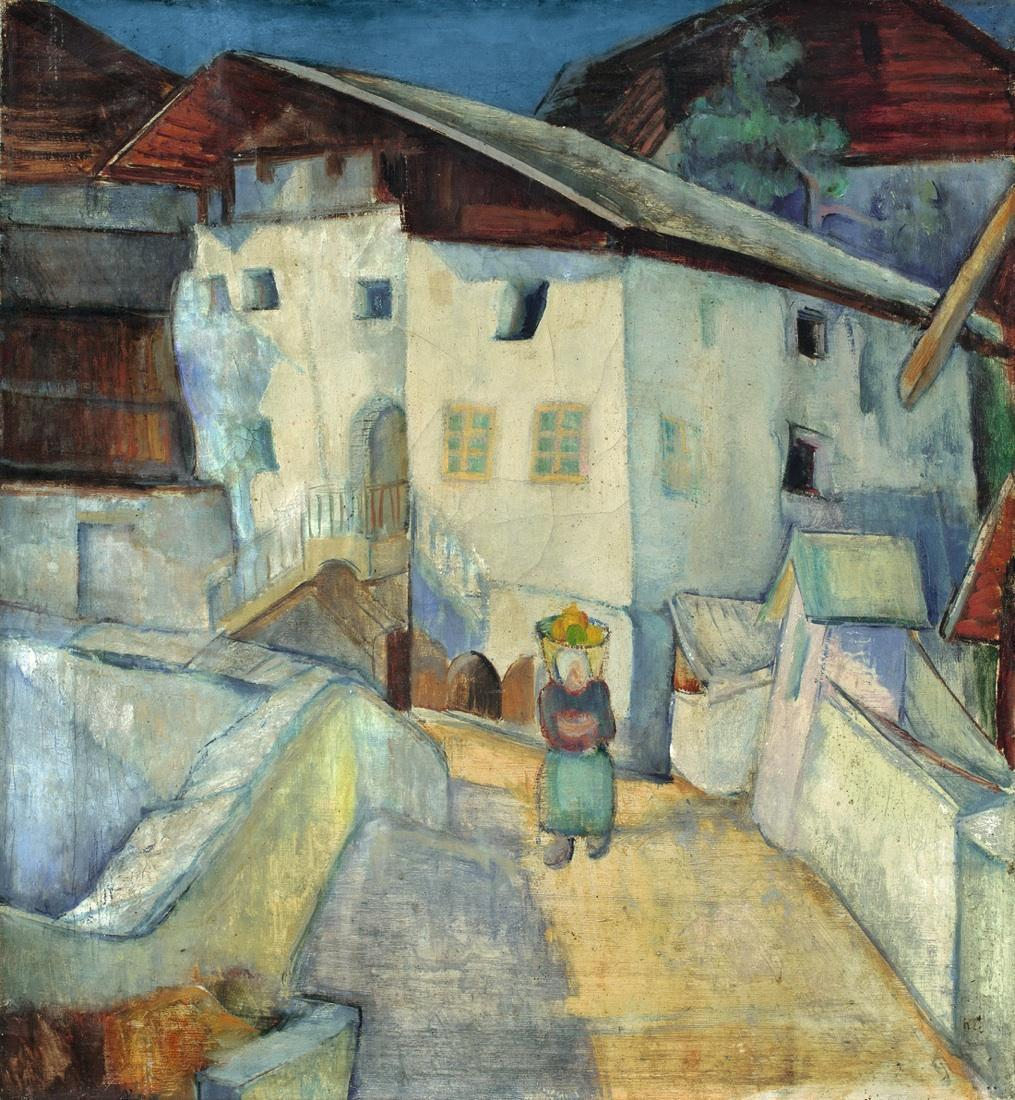
Haus auf Fels, 1921, Privatbesitz
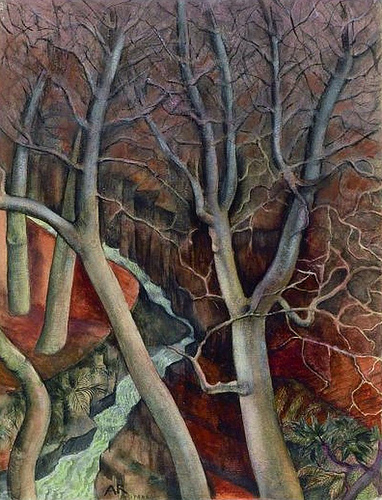
Nussbäume in Positano, um 1922
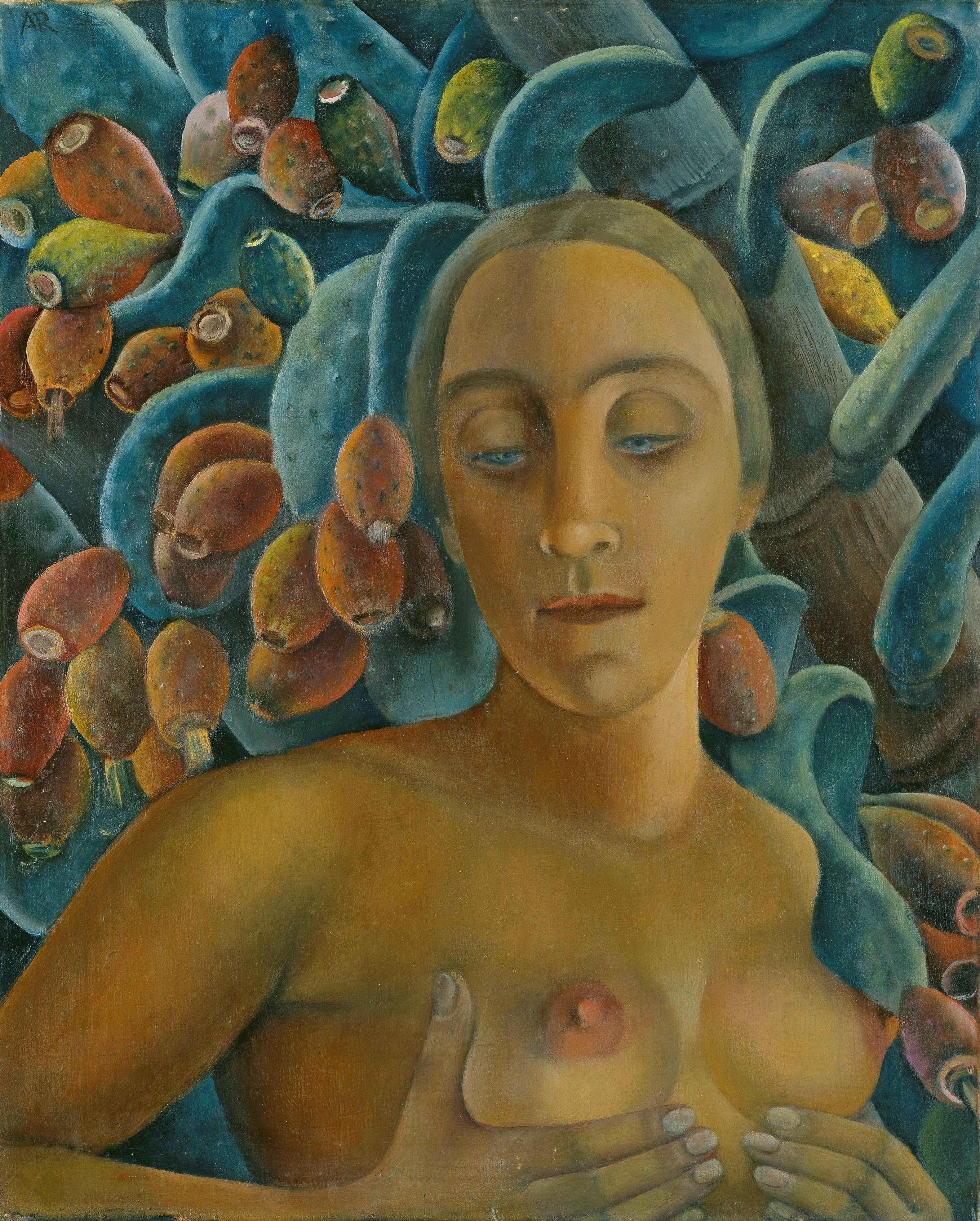
Halbakt vor Feigenkaktus (Selbstbildnis), zwischen 1922 und 1925, Hamburger Kunsthalle
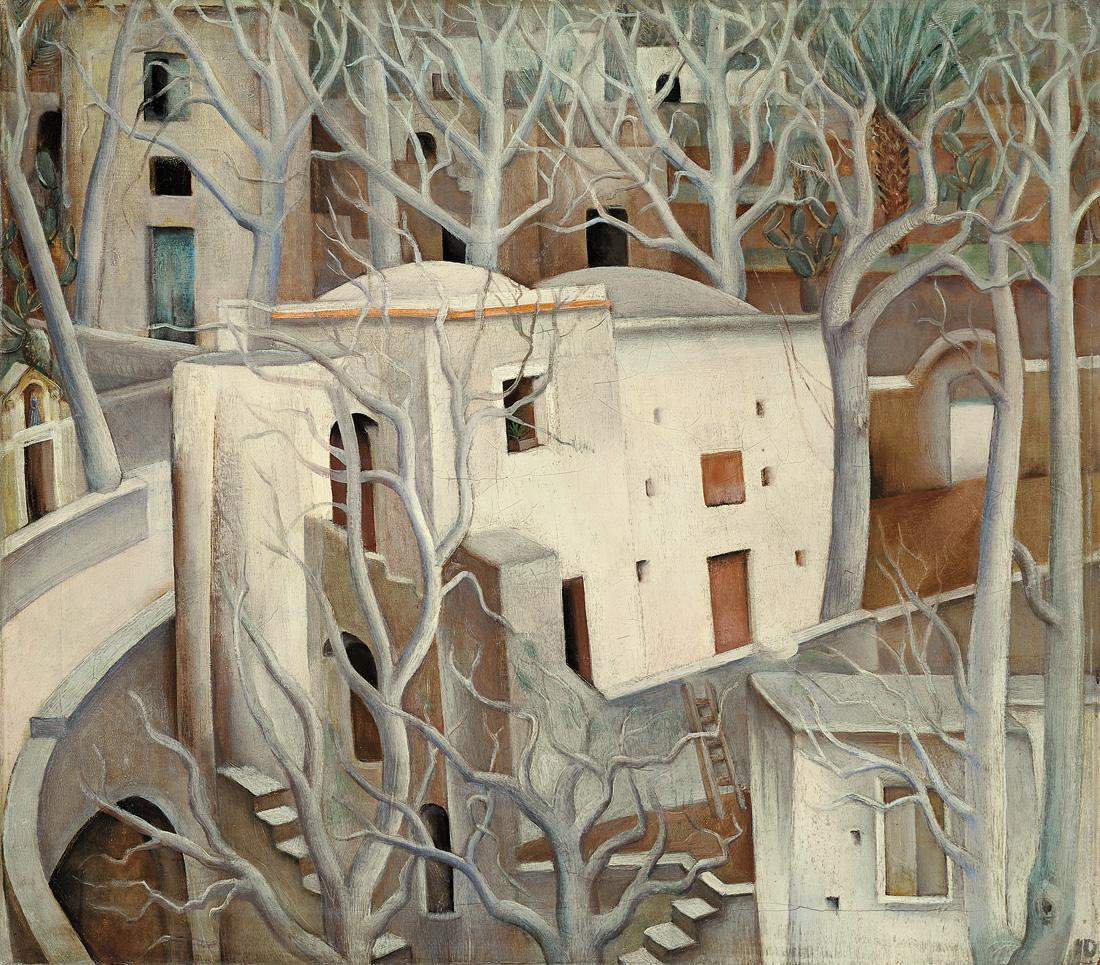
Weiße Bäume in Positano, 1925, Hamburger Kunsthalle
Teresina, 1925, Hamburger Kunsthalle
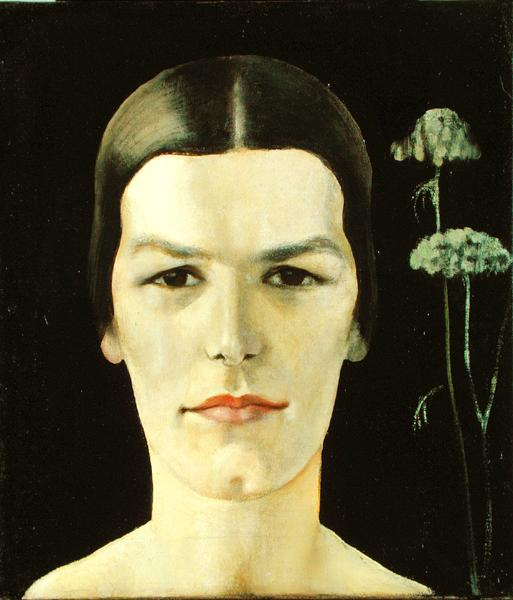
Bildnis Hildegard Heise, 1928, Privatbesitz
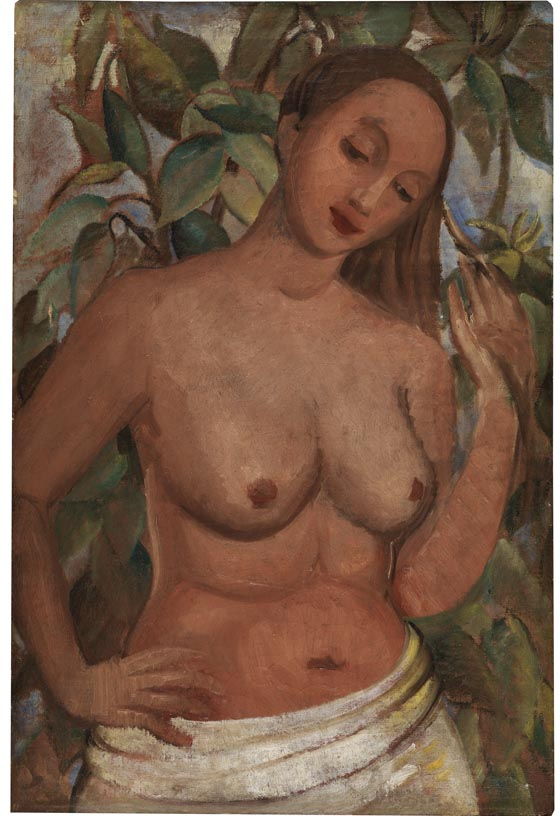
Weiblicher Halbakt, 1930, Privatbesitz
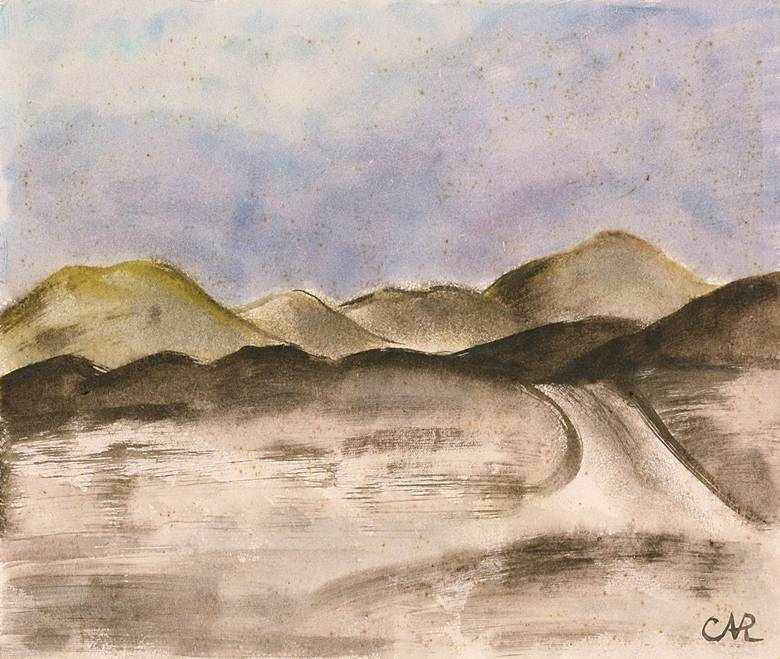
Dünenlandschaft, 1932/1933, Privatbesitz

## Sammlung in der Hamburger Kunsthalle

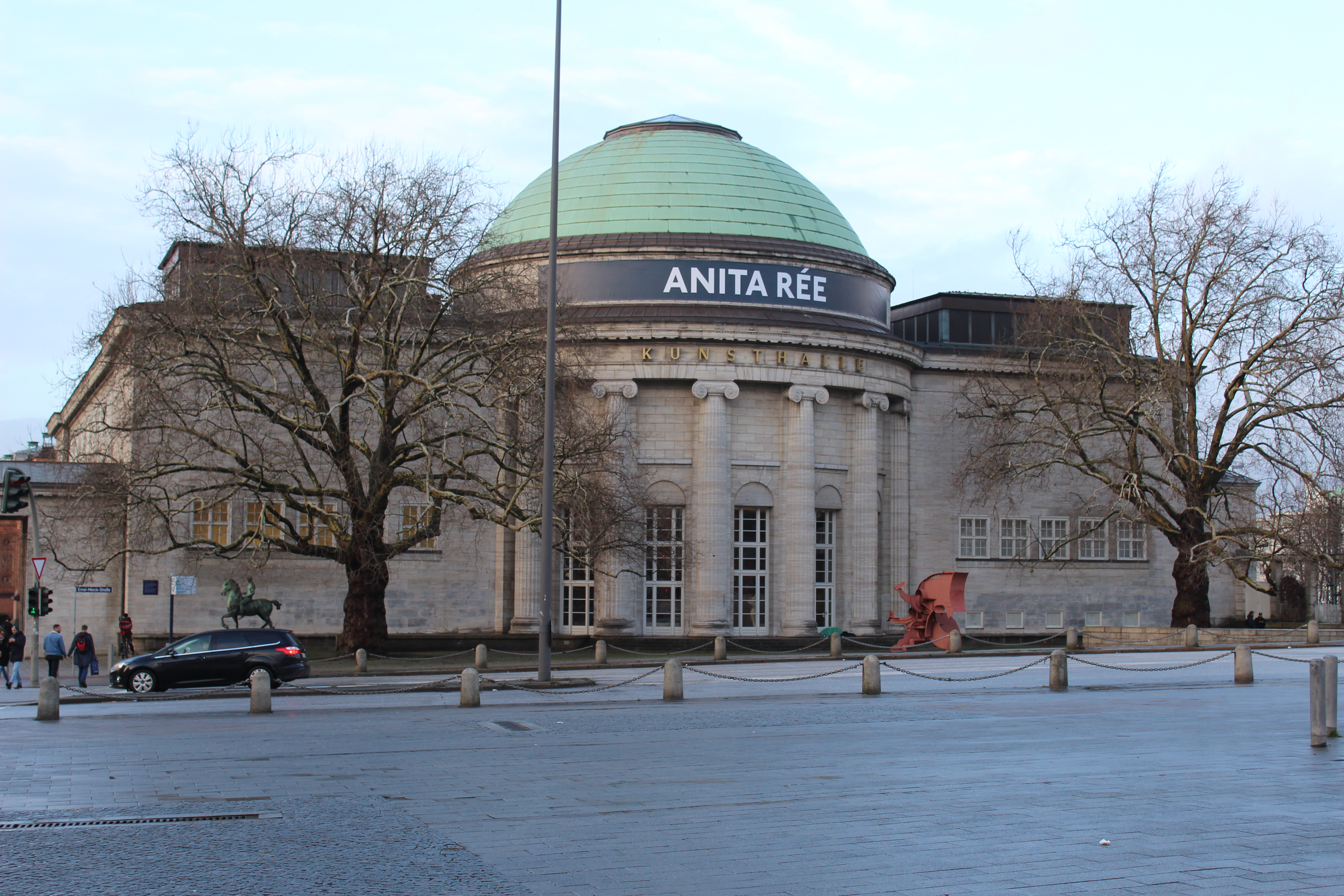
Die Hamburger Kunsthalle zur Zeit der Ausstellung von Anita Rée (2018)

Sieben Gemälde Anita Rées, die Gustav Pauli in den 1920er Jahren für die Hamburger Kunsthalle erworben hatte, sollten 1937 als „entartete Kunst“ aus der Sammlung entfernt werden. Der damalige Hausmeister der Kunsthalle, Wilhelm Werner, versteckte – neben weiteren – diese Werke in seiner Wohnung und rettete sie dadurch für die Nachwelt. Nach 1945 reihte er sie stillschweigend wieder in den Depotbestand der Kunsthalle ein. Eine Ausstellung der Kunsthalle 2011/12 widmete sich dem Hausmeister und seiner Sammlung. Vier weitere Bilder, davon zwei aus der Kunsthalle, entgingen jedoch nachweislich nicht der Beschlagnahme.
Die Hamburger Kunsthalle zeigte 2017/2018 die erste Retrospektive von Rées Werk. In diesem Rahmen war sie 2018 Herausgeberin eines umfassenden Werkverzeichnisses, zusammengestellt von Maike Bruhns und veröffentlicht im Prestel Verlag. Auf dem ersten Werkverzeichnis aus dem Jahr 1986 aufbauend, stellt die Publikation neue Forschungsergebnisse und wiederentdeckte Hauptwerke der Künstlerin vor.

## 1937 als „entartet“ aus öffentlichen Sammlungen beschlagnahmte Werke
- Mädchenkopf (Tänzerin Elly Düring) (Öl auf Pappe, 32 × 26,5 cm; Kunsthalle Bremen; 1939 zur „Verwertung“ auf dem Kunstmarkt an den Kunsthändler Bernhard A. Böhmer. Verbleib ungeklärt)
- Stillende Mutter (Tafelbild; Hamburger Kunsthalle; vernichtet)
- Stehender weiblicher Akt (Zeichnung; Hamburger Kunsthalle; 1940 zur „Verwertung“ auf dem Kunstmarkt an den Kunsthändler Karl Buchholz und von diesem 1941 an die Buchholz Gallery – Curt Valentin in New York. Verbleib ungeklärt.)
- Zwei Kinder (Zeichnung; Museum für Kunst- und Kunstgewerbe Stettin; 1940 zur „Verwertung“ auf dem Kunstmarkt an den Kunsthändler Karl Buchholz und von diesem 1941 an die Buchholz Gallery – Curt Valentin in New York. Verbleib ungeklärt.)[13][15]

## Ausstellungen (Auswahl)
- 1986: Eva und die Zukunft. Das Bild der Frau seit der Französischen Revolution, Hamburger Kunsthalle
- 2001: Anita Rée in der Sammlung Valerie Alport, Galerie 1, Hamburg.
- 2004: Kunst der 20er Jahre in Hamburg, Hamburger Kunsthalle
- 2005: Ausgegrenzt, Hamburger Kunsthalle
- 2006: Künstlerinnen der Avantgarde, Hamburger Kunsthalle
- 2010: Himmel auf Zeit. Kunst der 20er Jahre in Hamburg, Hamburger Kunsthalle
- 2011/2012: Die Sammlung des Hausmeisters Wilhelm Werner, Hamburger Kunsthalle
- 2015/2016: Einfühlung und Abstraktion. Die Moderne der Frauen in Deutschland, Kunsthalle Bielefeld.[16]
- 2016/2017/2018:  Eigensinn. GEDOK-Künstlerinnen in der Hamburgischen Sezession, Museum für Kunst und Gewerbe Hamburg, 21. Oktober 2016 bis 4. Februar 2018
- 2017/2018: Anita Rée – Retrospektive, Hamburger Kunsthalle, 6. Oktober 2017 bis 4. Februar 2018

## Auktion
Das 90 × 70,5 cm große Ölgemälde Die blaue Frau vor 1919, das eine vollständig in Blau gekleidete Mutter mit zwei Kindern vor kubistischer Architektur darstellt, wurde am 7. Dezember 2019 im Auktionshaus Ketterer Kunst in München bei einer Taxe von 40.000 € nach einem Bietergefecht für insgesamt 875.000 € zugeschlagen.

## Erinnerungsstätten

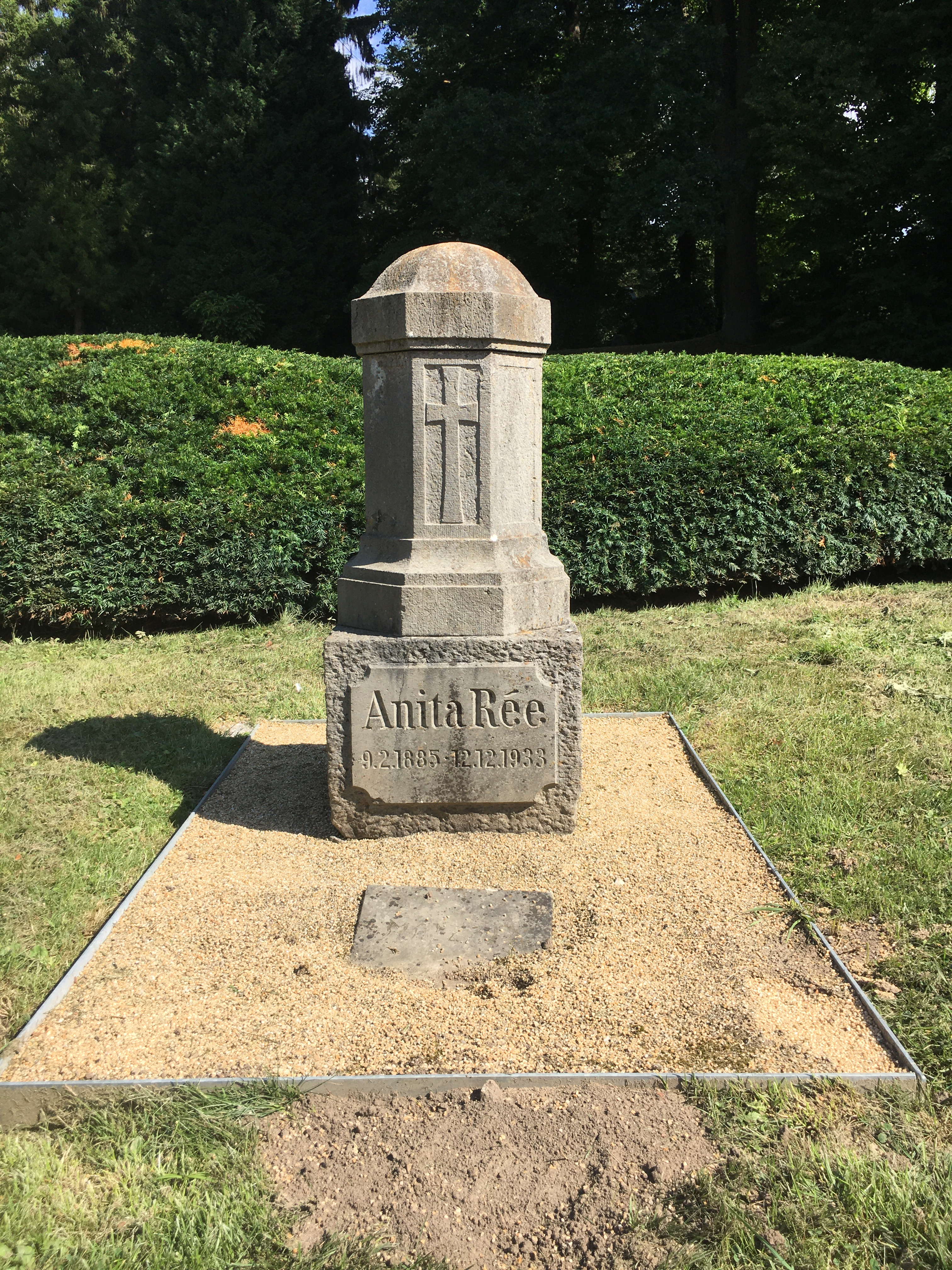
Grabmal für Anita Rée auf dem Friedhof Ohlsdorf

Nach der Auflösung des Urnenfriedhofs am Alten Krematorium an der Alsterdorfer Straße fand die Urne von Anita Rée auf dem Hamburger Friedhof Ohlsdorf im Bereich des Althamburgischen Gedächtnisfriedhofs im Jahr 1995 einen neuen würdigen Platz.
Am 7. August 2007 wurde zum Andenken an die verfemte Malerin ein Stolperstein am Wattweg 10 in Kampen auf Sylt verlegt. Ein weiterer Stolperstein in der Straße Fontenay 11 weist auf Rées letzten Hamburger Wohnort hin.

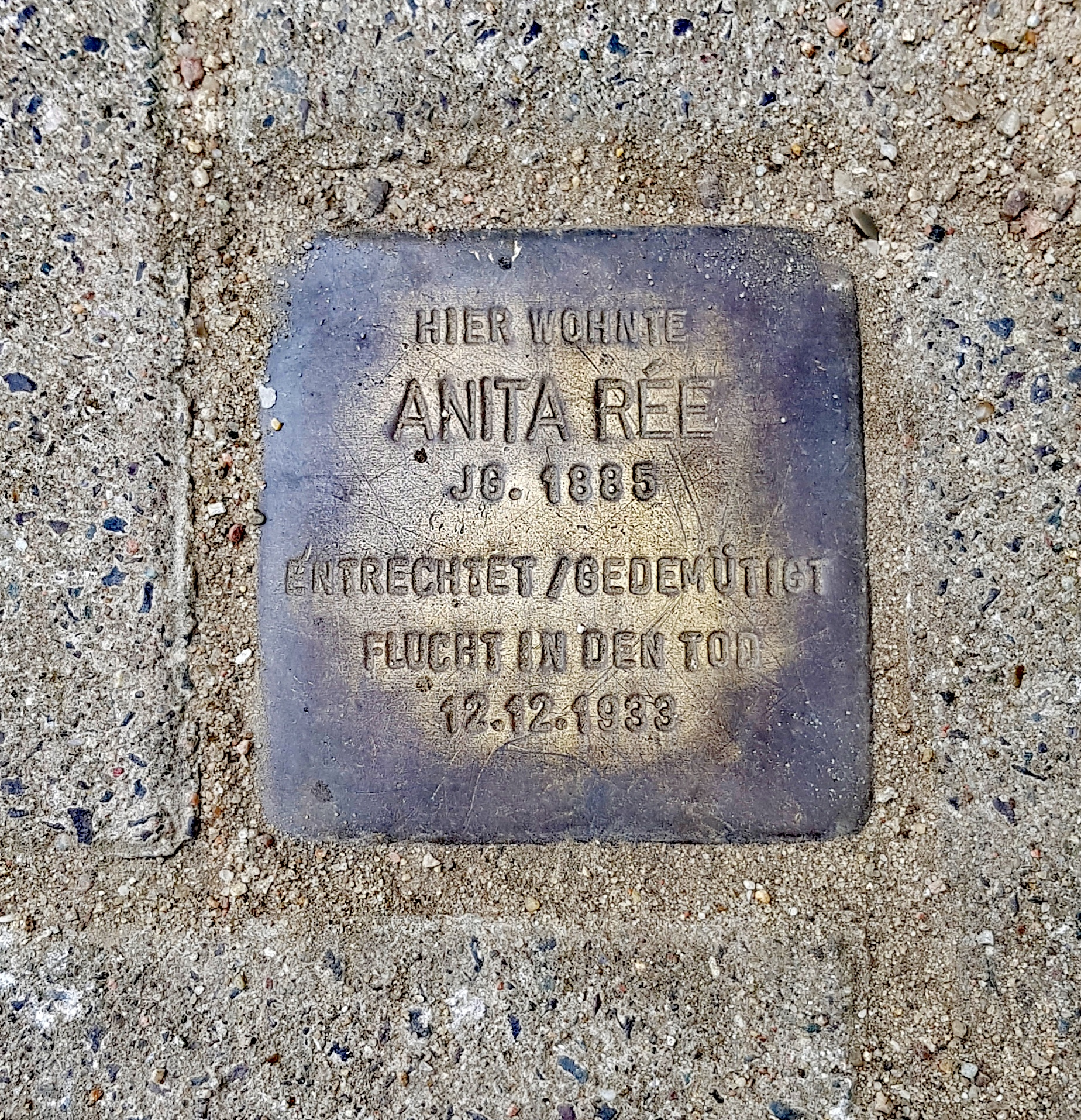
Stolperstein Anita Rée, Wattweg 10, Kampen, Sylt
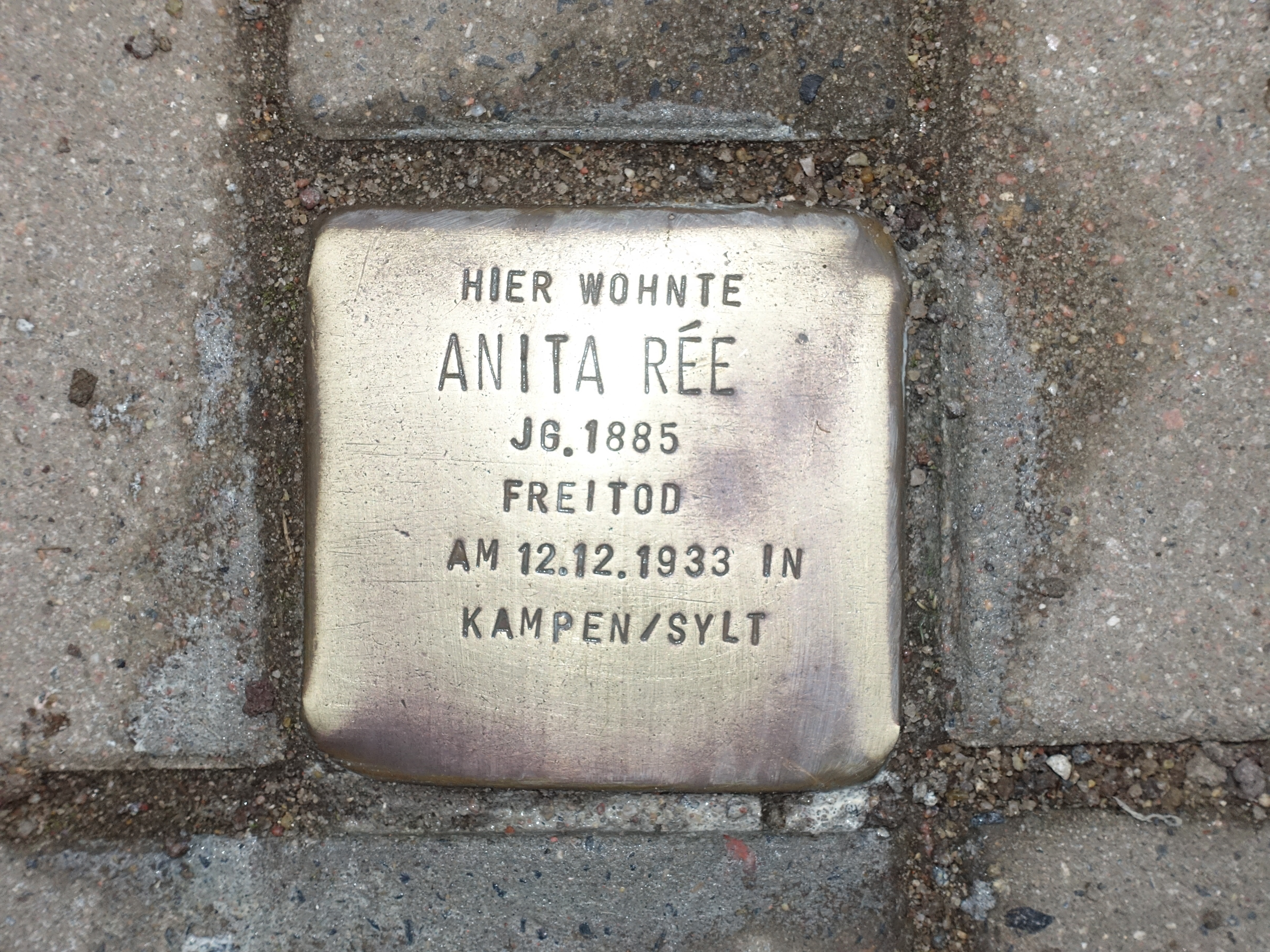
Stolperstein Anita Rée, Fontenay 11, Hamburg-Rotherbaum

Die Anita-Rée-Straße in Hamburg-Neuallermöhe wurde 1984 nach ihr benannt.